# Наше містечко (п'єса)
«Наше містечко» — п'єса в 3-х діях американського прозаїка і драматурга Торнтона Вайлдера, написана в 1938 році і в тому ж році удостоєна Пулітцерівської премії. У п'єсі розповідається історія вигаданого американського маленького містечка Гроверс-Корнерса у 1901—1913 роках за допомогою показу повсякденного життя його громадян.